# Kladina

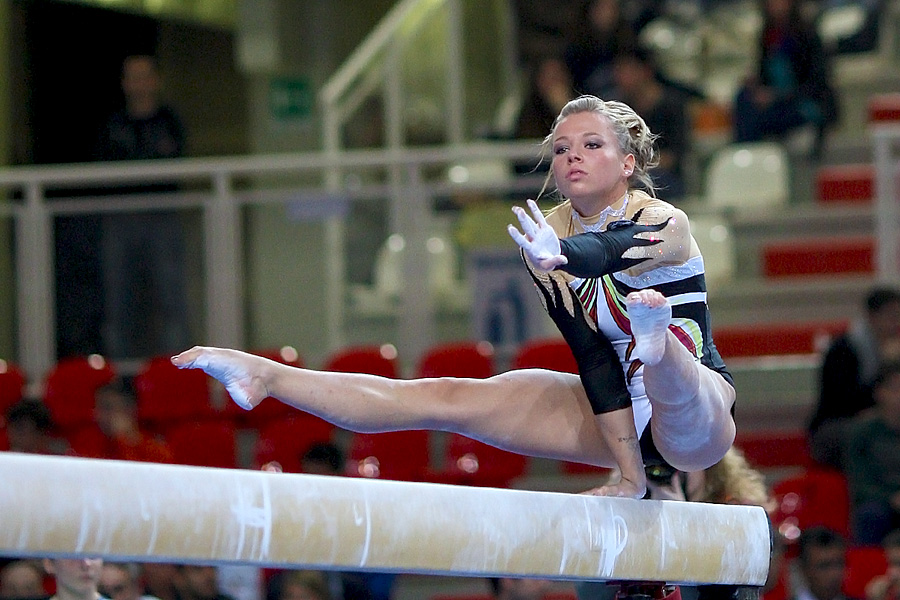
Maďarská gymnastka Dorina Böczögő při cvičení na kladině

Video

Kladina je tělocvičné nářadí, podle něhož je pojmenována jedna z disciplín ženské sportovní gymnastiky. Má podobu dřevěného vodorovného břevna, které je dlouhé pět metrů a jeho horní plocha má šířku 10 cm. Kladina je umístěna na nastavitelných kovových stojanech s protiskluzovou úpravou, při závodech má být kladina ve výšce 125 cm nad podlahou tělocvičny. Její povrch může být pro změkčení potažen látkou nebo kůží, hrany jsou z bezpečnostních důvodů zakulaceny. Střed kladiny se při zatížení 135 kilogramy nesmí prohnout o více než 8 mm. Významným výrobcem kladin je firma Janssen-Fritsen v nizozemském Helmondu.
Na kladině cvičí gymnastka naboso nebo ve speciální měkké obuvi. K náskoku na kladinu je možno použít odrazový můstek, proti smekání dlaní z kladiny je určen práškový uhličitan hořečnatý. Sestava na kladině obsahuje otočky, vzpory, stojky, skoky a přemety, sbor rozhodčích hodnotí náročnost cviků i eleganci provedení. Je nutno využít celou délku kladiny, soutěžní vystoupení je omezeno délkou jeden a půl minuty a zakončuje ho seskok na žíněnku.
Cvičení na kladině pro získávání rovnováhy doporučoval již na počátku 19. století Friedrich Ludwig Jahn. V roce 1934 bylo cvičení na kladině poprvé zařazeno na program mistrovství světa ve sportovní gymnastice a v roce 1952 se stalo samostatnou olympijskou disciplínou i součástí ženského víceboje jednotlivkyň a družstev (ze čtyř disciplín víceboje je třetí v pořadí). V roce 1964 předvedla Erika Zucholdová z NDR jako první přemet vzad, zvaný flik-flak. Průkopnicemi akrobatického pojetí cvičení na kladině byly Věra Čáslavská, Olga Korbutová a Nadia Comaneciová.